# Piper angustipeltatum
Piper angustipeltatum är en pepparväxtart som beskrevs av Elmer Drew Merrill. Piper angustipeltatum ingår i släktet Piper och familjen pepparväxter. Inga underarter finns listade i Catalogue of Life.